# Scheibelberg-Formation
Die Scheibelberg-Formation ist eine Formation der Nördlichen Kalkalpen, die während des Unterjuras abgelagert wurde.

## Bezeichnung

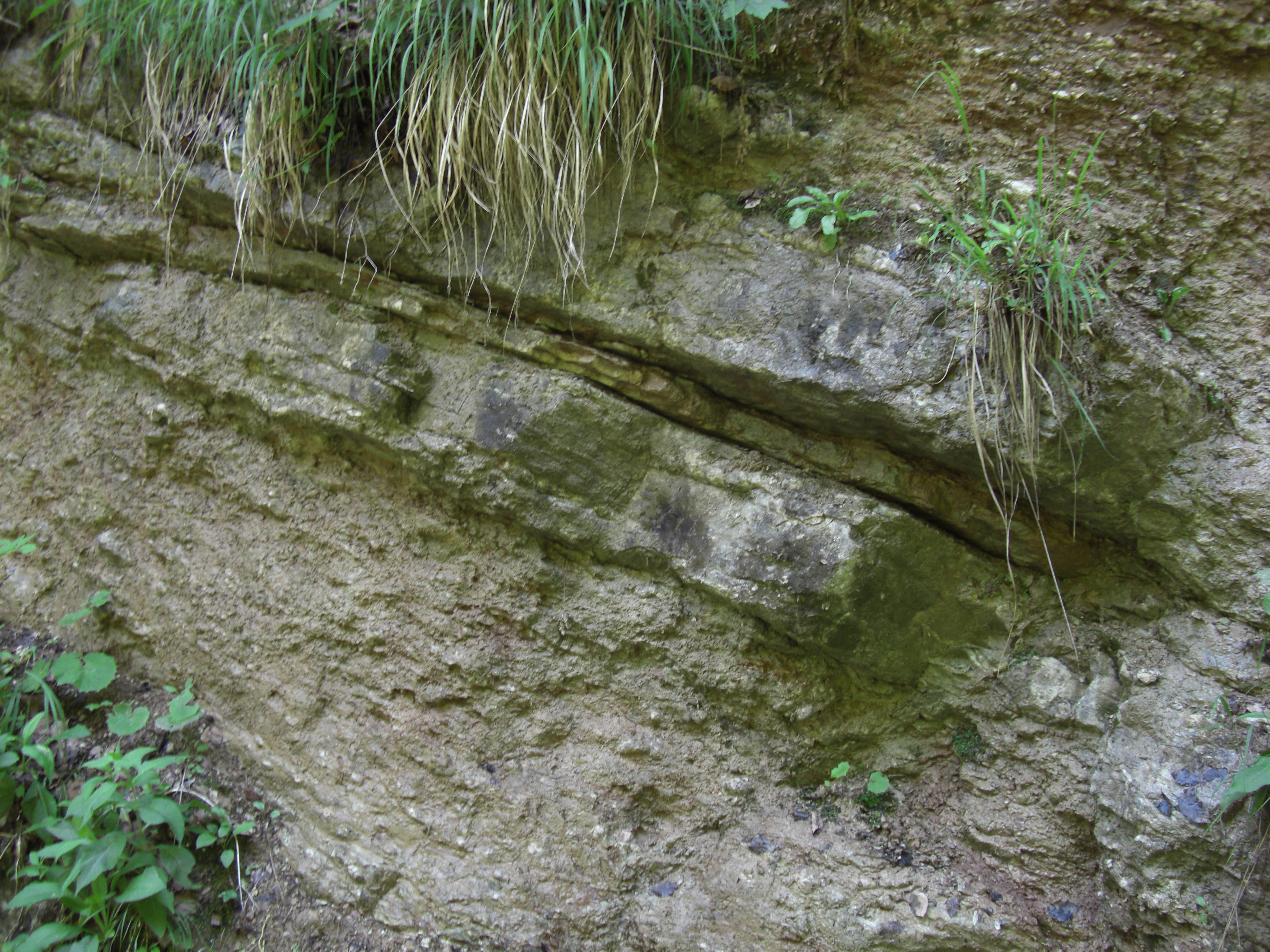
Zwei etwa einen Meter dicke Eingleitungen von roten Knollenbrekzien innerhalb der Scheibelberg-Formation. Glasenbachklamm bei Salzburg.

Die Scheibelberg-Formation ist nach ihrer Typlokalität benannt – dem Scheibelberg (1466 m) an der deutsch-österreichischen Grenze 5 Kilometer nördlich von Waidring im österreichischen Bundesland Tirol bzw. 9 Kilometer ostsüdöstlich von Reit im Winkl in Oberbayern.
Alternative bzw. synonyme Bezeichnungen sind Scheibelbergkalk, Scheibelbergschichten, Liasfleckenmergel, Liashornsteinknollenkalk,  teils auch Kirchsteinkalk, Allgäu-Formation und Hornsteinreiche Allgäuschichten.

## Erstbeschreibung
Eine Erstbeschreibung der Scheibelberg-Formation stammt von Garrison aus dem Jahr 1964. Eine vollkommene Revision der Formation erfolgte durch Böhm (1992), Ebli (1997) und Krainer und Mostler (1997). Letztere Autoren definierten sie dann neu und verlegten das Typusprofil weiter nach Osten in den Karnergraben des Unkenbachs.

## Vorkommen
Die Scheibelberg-Formation kommt mit Ausnahme des Hallstatt-Faziesbereichs in sämtlichen Decken der Nördlichen Kalkalpen vor. Ihre Typlokalität in der Kammerkehrgruppe bildet Teil der Unkener Synklinale, die zur Staufen-Höllengebirgs-Decke des Tirolikums gehört. Eine weite Verbreitung findet sie in der Osterhorngruppe, in den westlichen Lechtaler Alpen und im Spullersee-Gebiet. In den Chiemgauer Alpen erscheint sie in der Oberwössener Mulde der Lechtal-Decke sowie um Sachrang. Für die Berchtesgadener Alpen ist das Tirolikum der Wimbachklamm anzuführen. In Niederösterreich tritt sie beispielsweise bei Alland auf.

## Stratigraphie
Die im obertriassischen Eiberg-Becken bzw. Scheibelberg-Becken abgelagerte Scheibelberg-Formation wird im Liegenden von der Enzesfeld-Formation (Enzesfelder Kalk) unterlagert. In Fällen, in denen die Enzesfeld-Formation nicht abgetrennt werden kann, dann auch vom Breitenberg-Member der Kendlbach-Formation. Im Hangenden der Scheibelberg-Formation folgt die Adnet-Formation mit dem Saubach-Member (Saubach-Formation bzw. Saubach-Schichten) oder auch dem Scheck-Member. Seitwärts geht die Scheibelberg-Formation in die beckenfazielle Allgäu-Formation über und durch graduellen Fazieswechsel in die hangfazielle Adnet-Formation mit dem Schmiedwirt-Member im Liegenden und dem Kehlbach-Member und Scheck-Member darüber.
Das Hangende der Scheibelberg-Formation wird auch als Sachrang-Member, Sachrang-Schiefer bzw. als Sachrang-Formation abgetrennt. Die Sachrang-Formation gliedert sich ihrerseits in zwei Einheiten – bituminöse Mergel/Tonschiefer an der Basis und darüberliegende Manganschiefer. Die teils Massenströme aufweisenden schwarzen Mergel gehören dem Untertoarcium an, die Manganschiefer werden aber ins Bathonium/Callovium datiert. Zwischen den beiden Einheiten muss daher ein Hiatus vorliegen.
Biostratigraphisch finden sich in der Scheibelberg-Formation die Ammonitenzonen Marmorea (nach Angulaticeras marmoreum – alpines Pendant zur Ammonitenzone Angulata) bis Bifrons. Mehrere Ammoniten geben Untertoarcium zu erkennen, es konnte aber keine Zone festgelegt werden.

## Lithologie
Bei der Scheibelberg-Formation, im UmweltAtlas Geologie als nSe und nSK (Scheibelbergkalk) designiert, handelt es sich lithologisch vorwiegend um einen knolligen Kieselkalk von mittel- bis dunkelgrauer Farbgebung. Seine gut geschichteten, meist dünnbankigen, 5 bis 20 Zentimeter mächtigen Lagen führen schwarzbraune, gelegentlich auch graue bis rote, mehrere Zentimeter große Hornsteinknollen und lagige Hornsteinniveaus. Untergeordnet treten auch plattige Ton- und Mergellagen auf. Die einzelnen Bänke werden häufig durch dünne, tonige Lagen voneinander getrennt. Der unterste Meter enthält keine Kieselsäure und ist daher als Knollenkalk (Calcilutit) ausgebildet.
Mikrofaziell baut sich der unterste Bereich der Scheibelberg-Formation aus bioklastischen Wackestones auf, die reich an Resten von Echinodermen sind. Darüber lässt der Echinodermengehalt rasch nach und es dominieren von nun an bioklastische Wackestones/Packstones mit reichlich Kieselspicula und Radiolarien. Untergeordnet erscheinen auch bioklastische Wackestones reich an Kieselspicula und Schalenresten. Echinodermenreiche Mikrofaziestypen sind sodann nur noch vereinzelt eingeschaltet.

### Mächtigkeiten
Die Scheibelberg-Formation erreicht an der Typlokalität eine Mächtigkeit von 20 Meter, am neu definierten Typusprofil nur 16 Meter. Sie kann aber Mächtigkeiten bis zu 45 Meter erzielen, aus der Glasenbachklamm südlich von Salzburg werden sogar nahezu 100 Meter berichtet.

### Ablagerungsbedingungen
Die Hornsteinknollenkalke der Scheibelberg-Formation lassen sich als pelagische Kalke interpretieren. Die Wassertiefen dürften mehrere hundert bis an die 500 Meter betragen haben. Die Ablagerung war wahrscheinlich im Übergangsbereich distaler Abhang – Becken erfolgt.

## Fossilien
An Fossilien finden sich in der Scheibelberg-Formation Echinodermen (Skelettelemente von Crinoiden, Echiniden und Ophiuren), Schwammnadeln (Kieselspicula), Kalkschwämme,  Holothuriensklerite, Ostrakoden (manchmal zweiklappig), Radiolarien (Steinkerne von Spumellarien), Foraminiferen (sowohl agglutinierte Formen als auch Kalkschaler) mit beispielsweise Involutina, Gastropoden und auch recht seltene Ammoniten, Fischreste und Mikroproblematika. Schwammnadeln und Radiolarien beherrschen eindeutig die Mikrofauna, Foraminiferen treten stark zurück. Im Nannoplankton findet sich das Taxon Schizosphaerella (Calcisphäre unbekannter taxonomischer Zuordnung). Ein weiteres typisches Mikroproblematikum ist Venerella stillata.
Die Scheibelberg-Formation ist sehr reich an Skleriten von Holothurien. Die Bioturbation des Sediments geht auf ihre Wühl- und Freßtätigkeit zurück, was zu einer Entschichtung führte. Angetroffen werden folgende, meist noch aus der Obertrias stammende Taxa: Achistrum, Biacumina, Centropedatus, Kristanella, Praeeuphronides, Punctatites, Rhabdotites, Uncinolinoides, Uncinolina, Uniramosa, Tetravirga und Theelia. Bei den Ophiuren sind Armstacheln der Taxa Ophiocapillus verticiformis und Ophioliassica ingridae erhalten.

## Alter
Das Alter der Scheibelberg-Formation reicht vom ausgehenden Hettangium bis ins frühe Toarcium und umfasst somit in etwa den Zeitraum 197 bis 182 Millionen Jahre. Oberstes Hettangium wird in der Osterhorngruppe durch Schlotheimia angulata belegt, oberstes Untertoarcium durch Hildoceras bifrons.